# Дананг
Дана́нг (вьет. Đà Nẵng) — один из пяти городов центрального подчинения во Вьетнаме, пятый город по численности населения. Расположен в северной части Южно-Центрального региона.

## Общее описание

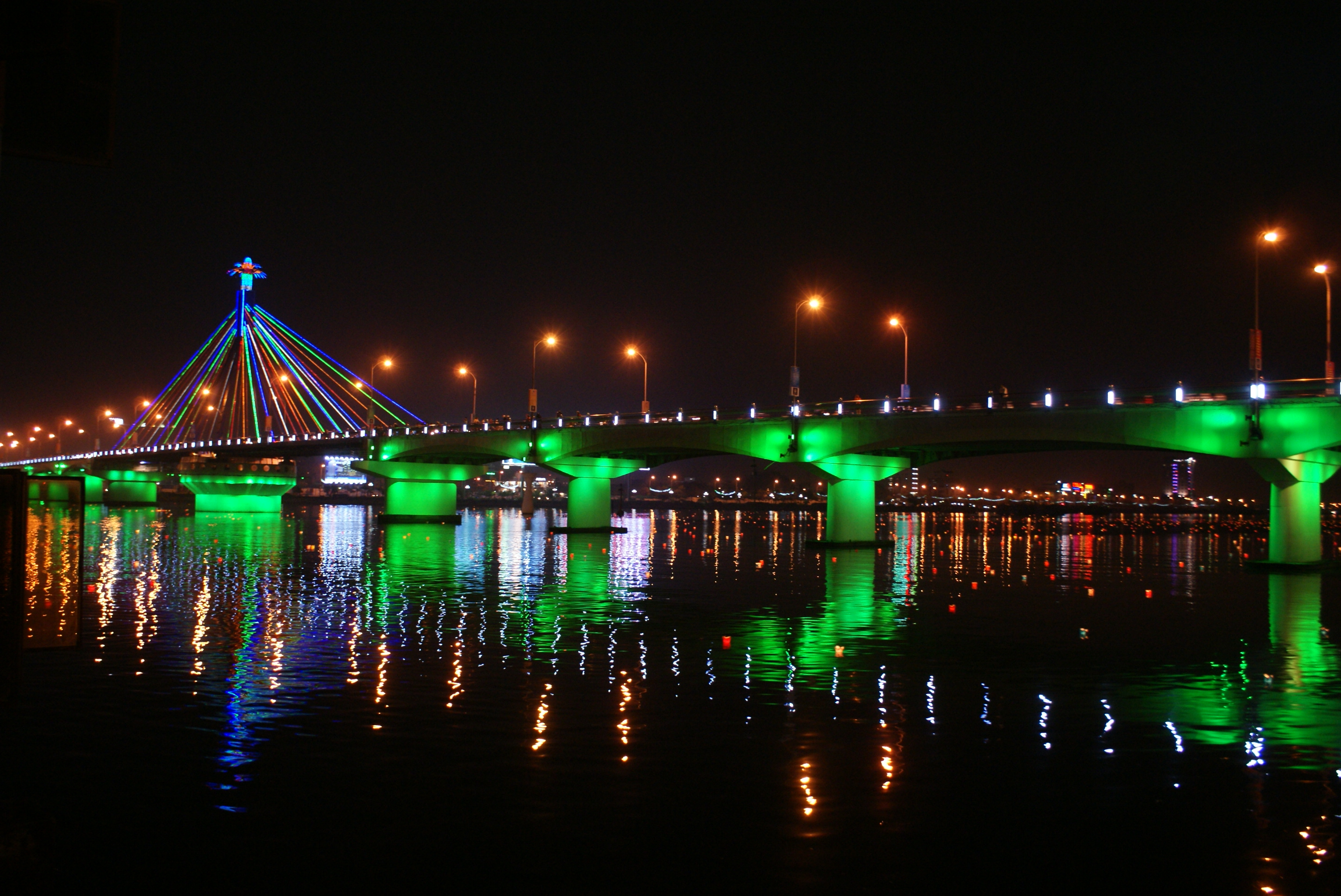
Мост через реку Хан — символ Дананга

Расположен на побережье Южно-Китайского моря в центральном Вьетнаме, в 759 км от Ханоя и в 960 км от Хошимина. Имеет порт и международный аэропорт. Город считается конечным пунктом Экономического коридора «Восток-Запад» АСЕАН, охватывающего Вьетнам, Лаос, Таиланд и Мьянму. В Дананге есть Генеральное консульство России.

## История
Впервые здесь поселились выходцы из Индонезии, основав в 192 году поселение Индрапура (тямск. Indrapura), ставшее впоследствии одним из королевств Тямпы. В период французской колонизации Индокитая назывался Туран (фр. Tourane). До 1997 года город был частью провинции Куангнам-Дананг, с 1 января 1997 года получил статус города центрального подчинения.
В ноябре 2017 года Дананг стал местом проведения саммита АТЭС.

## Административное деление
До административной реформы город был разделён на 6 городских районов (Хайтяу, Тханькхе, Шонча, Нгуханьшон, Льентьеу, Камле) и 2 уезда (Хоаванг и Хоангша, включая Парасельские острова).
С 1 июля 2025 с упразднением районного уровня территория города, включая территорию присоединённой провинции Куангнам, оказался поделён непосредственно на 94 единицы общинного уровня: 23 квартала, 70 общин и 1 специальную зону.

## Население
Согласно переписи 2019 года в Дананге проживало 1 134 310 человек; около 99,5 % — вьеты.

## Климат
| Климатограмма Дананга                 | Климатограмма Дананга | Климатограмма Дананга | Климатограмма Дананга | Климатограмма Дананга | Климатограмма Дананга | Климатограмма Дананга | Климатограмма Дананга | Климатограмма Дананга | Климатограмма Дананга | Климатограмма Дананга | Климатограмма Дананга |
| ------------------------------------- | --------------------- | --------------------- | --------------------- | --------------------- | --------------------- | --------------------- | --------------------- | --------------------- | --------------------- | --------------------- | --------------------- |
| Я                                     | Ф                     | М                     | А                     | М                     | И                     | И                     | А                     | С                     | О                     | Н                     | Д                     |
| 90 24 17                              | 40 26 19              | 28 27 21              | 48 30 22              | 71 32 23              | 88 33 23              | 88 33 24              | 136 33 23             | 388 31 21             | 621 28 21             | 436 27 20             | 200 25 18             |
| Температура в °C • Сумма осадков в мм |                       |                       |                       |                       |                       |                       |                       |                       |                       |                       |                       |

Климат Дананга муссонный, тропический. Температура воздуха высокая и мало изменяется в течение года. Сезон дождей длится с сентября по декабрь, сухой сезон — с января по август.
Среднегодовая температура составляет около 25,8°С; самая высокая в июне, июле и августе (в среднем 28-30 °C); самая низкая в декабре, январе и феврале (в среднем 18-23 °C). В районе курорта Ba Na Hills на высоте около 1500 м средняя температура составляет около 20 °C. Наибольшее количество осадков в октябре и ноябре, в среднем 550—1000 мм/месяц; наименьшее в феврале, марте и апреле, в среднем 28-50 мм/месяц. Ежегодно Дананг попадает в зону одного-двух штормов или тропических циклонов. В 2006 году Дананг серьёзно пострадал от тайфуна Ксангсан, самого сильного из обрушившихся на город за последние 100 лет.
На архипелаге Хоангша количество солнечных часов колеблется от 2300 до 2500 часов в год. Средняя минимальная температура воздуха в водах архипелага составляет 22-24 °C в январе, постепенно повышаясь и достигая среднего пика 28,5-29 °C в июне и июле. Летом преобладает юго-западный ветер; зимой преобладает северо-восточный ветер. Среднегодовое количество осадков в Хоангша составляет около 1300—1700 мм. Относительная влажность в среднем составляет 80-85 % и почти не меняется в зависимости от сезона.
| Показатель                                                                              | Янв. | Фев. | Март | Апр. | Май  | Июнь | Июль | Авг. | Сен. | Окт. | Нояб. | Дек. | Год   |
| --------------------------------------------------------------------------------------- | ---- | ---- | ---- | ---- | ---- | ---- | ---- | ---- | ---- | ---- | ----- | ---- | ----- |
| Абсолютный максимум, °C                                                                 | 32,8 | 36,8 | 37,2 | 41,1 | 39,4 | 40,0 | 38,3 | 39,0 | 37,8 | 36,1 | 35,0  | 32,8 | 41,1  |
| Средний суточный максимум, °C                                                           | 25,1 | 26,1 | 28,5 | 31,0 | 33,1 | 34,2 | 34,4 | 33,9 | 31,6 | 29,3 | 27,1  | 24,9 | 29,9  |
| Средняя температура, °C                                                                 | 21,5 | 22,3 | 24,2 | 26,4 | 28,3 | 29,2 | 29,3 | 29,0 | 27,5 | 25,9 | 24,1  | 22,1 | 25,8  |
| Средний суточный минимум, °C                                                            | 19,1 | 20,0 | 21,5 | 23,5 | 24,9 | 25,6 | 25,4 | 25,4 | 24,3 | 23,3 | 21,8  | 19,7 | 22,9  |
| Абсолютный минимум, °C                                                                  | 8,9  | 7,8  | 11,1 | 7,8  | 18,9 | 20,0 | 17,8 | 21,4 | 20,9 | 12,2 | 7,2   | 11,1 | 7,2   |
| Среднее число солнечных часов в месяц                                                   | 139  | 145  | 188  | 209  | 246  | 239  | 253  | 218  | 176  | 145  | 120   | 103  | 2182  |
| Среднее число дней с осадками                                                           | 11,6 | 6,3  | 4,1  | 5,4  | 9,8  | 8,7  | 9,2  | 11,0 | 14,4 | 20,1 | 20,5  | 18,3 | 139,4 |
| Норма осадков, мм                                                                       | 85   | 25   | 20   | 35   | 84   | 90   | 87   | 117  | 312  | 650  | 432   | 216  | 2151  |
| Средняя влажность, %                                                                    | 84,2 | 83,9 | 83,5 | 82,6 | 79,5 | 76,5 | 75,3 | 77,2 | 77,2 | 84,5 | 84,8  | 85,5 | 81,6  |
| Источник: Vietnam Institute for Building Science and Technology, Deutscher Wetterdienst |      |      |      |      |      |      |      |      |      |      |       |      |       |

## Достопримечательности
- Пагода Линь Ынг[вьет.][12][13]

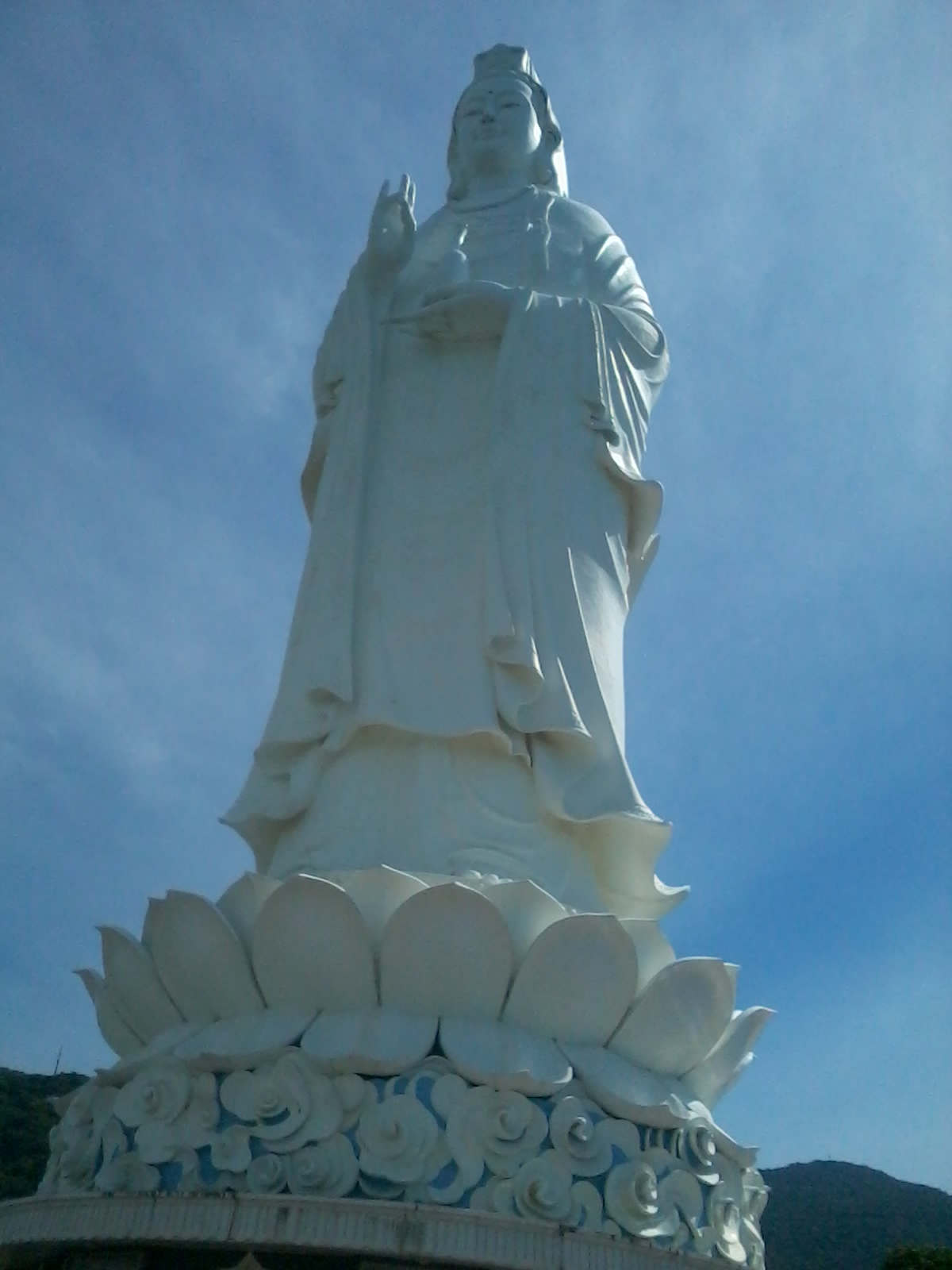
Статуя богини Куан Ам в пагоде Линь Ынг

- Статуя богини Куан Ам в пагоде Линь Ынг[вьет.][12][13] — высота статуи 67 метров.
- Недалеко от города Дананг находится одна из самых длинных в мире подвесных канатных дорог[14]. Уникальная транспортная система расположена в парке развлечений Sun World Ba Na Hills в 35 километрах от города Дананг. Система состоит из 22 столбов и 94 кабин, протянута от основания горы Бана (вьет. Bà Nà) к вершине соседней горы Вонгнгует[источник не указан 684 дня].

## Спорт
ФК Дананг (вьет. Đà Nẵng) — вьетнамский футбольный клуб, представляющий одноимённый город. Выступает в V-лиге.

## Города-побратимы
Дананг является городом-побратимом следующих городов и регионов:
- Кавасаки, Япония
- Иваки, Япония
- Сидзуока, Япония
- Кагосима, Япония
- Префектура Окинава, Япония
- Провинция Шаньдун, Китай
- Провинция Цзянсу, Китай
- Циндао, Китай
- Макао, Китай
- Гаосюн, Китайская Республика
- Хайфон, Вьетнам
- Окленд, США
- Такома, США
- Риверсайд, США
- Сан-Франциско, США
- Джерси-Сити, США
- Питтсбург, США
- Ньюкасл, Австралия
- Штат Квинсленд, Австралия
- Измир, Турция
- Ярославская область, Россия
- Тимишоара, Румыния[15]